# Гужон
Гужон (кріплення)
Гужон (фр. goujon)- різновид гвинта з напівпотайною або напівкруглою голівкою і з квадратом над голівкою. Після вкручування гужона квадрат зрубувався, тобто з'єднання гужонами на відміну від інших типів різьбового з'єднання не передбачало можливості розбирання.
Також, гужон- це короткий металевий стержень із різьбою, аналог болта без головки, який застосовується для з'єднання деталей, зазвичай вкручуючись в одну з них (наприклад, у корпус двигуна), а до виступаючої частини вже кріпиться інша деталь за допомогою гайки. Іншими словами, гужон це шпилька з різьбою на обох кінцях або з одного боку, яку вкручують у деталь так, що інший кінець виступає для подальшого кріплення.
Також гужононом називають спеціальний кріпильний елемент, що являє собою потайний гвинт із внутрішнім шестигранником призначений для міцної фіксації деталей між собою. Такий гвинт використовується для з'єднання деталей з будь-яких металів та сплавів. Зовні він являє собою стрижень з повною метричною різьбою, він не має головки й повністю ховається в просвердленому отворі в матеріалі. Спеціальне поглиблення забезпечує надійне закручування з високим затягувальним зусиллям.
У металообробці — гужони можуть використовуватися в різьбових з'єднаннях, де необхідно часто знімати та ставити з'єднання без пошкодження основного різьбового отвору (наприклад, у блоках двигунів, коробках передач тощо).